# Vision de Charles le Gros
La Vision de Charles le Gros, aussi appelée Visio Karoli Grossi, représente une vision ou une apophétie à portée politique.
La vision est écrite à l’origine en latin sous forme de prose et a été composée aux alentours du Xe siècle. Le véritable auteur serait un membre de l’entourage de l’évêque de Reims, Hariulf de Saint-Riquier, dans une tentative de légitimer le successeur de Charles le Gros, son petit-neveu Louis III l'Aveugle et d’appuyer l’accession au trône de la descendance carolingienne. C’est à ce jour, l’auteur le plus probable parmi ceux invoqués dans les ouvrages qui parlent de la Visio Karoli Grossi.

## Contexte historique

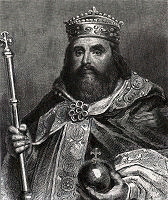
Charles III le Gros.

Charles le Gros, fils de Louis le Germanique, a succédé à Carloman et Louis III de Germanie. Devant assurer la régence de Charles III le Simple, il accapare le pouvoir et se fait nommer empereur en 884. Il règne jusqu’en 887, date où il est dépossédé du pouvoir en raison des accusations d’incapacité que font peser sur lui les puissants seigneurs Francs. Les puissants seigneurs s’entretuent ensuite pour s’assurer de succéder à Charles le Gros. Par la suite, le royaume franc sera à nouveau divisé. Le successeur légitime choisi par Charles sera contesté et ne règnera pas. Il meurt en 888.
C’est durant cette période que le titre d’Empereur devient électif. L’influence grandissante des puissants seigneurs et chefs de guerre dans le choix du souverain en est la principale raison. L’un des signes annonciateurs de ce changement dans la balance du pouvoir décisionnel se précise entre autres dans la transition difficile du règne de Charles le Gros. Certains médiévistes associent aussi cette période à l’apparition du féodalisme.
Malgré la contestation de Louis III l’Aveugle et de la lignée carolingienne, des partisans de la famille subsistent, tel l’évêque de Reims, Foulques le Vénérable. Il prend la défense de l’héritier légitime de Charles le Gros, le dernier carolingien. Foulques le Vénérable fait donc partie d’une tradition d’appui envers la lignée carolingienne, tout comme Hincmar fut le fidèle conseiller de Charles le Chauve. L’église et surtout les bénédictins ont entretenu des liens très forts avec la dynastie carolingienne qui leur a octroyé des privilèges et protections en échange. Ce qui peut expliquer la volonté du clergé de défendre la succession carolingienne à travers l’écriture de la Vision de Charles le Gros.

## La vision

### Résumé de la vision de Charles le gros
Dans sa vision, Charles le Gros qui s’en allait dormir est interpellé par une voix qui l’avertit de la prochaine séparation temporaire de son corps et de son âme pour vivre le voyage des visionnaires. Tout au long de la vision, il est accompagné d’un être de lumière le retenant avec son fil d’or.
Le premier lieu où l’être lumineux l’amène est constitué d’une vallée enflammée constituée de puits de poix, de soufre, de plomb et de graisse fondue. Il constate que les êtres torturés qui s’y trouvent sont les prélats de son père et de ses oncles, qui avaient soit fourni de mauvais conseils ou les avaient guidés à semer la discorde et la guerre. Effrayé par le supplice des torturés, il est alors attaqué par des démons noirs munis de crochets de fer. L’ange afin de le protéger double le lien doré qui le retient.
Le deuxième lieu que visite Charles en compagnie de l’être de lumière, est situé au sommet d’une montagne de feu entouré de rivières et lacs de métaux fondus. Dans ces bassins de liquide sont plongées les âmes des seigneurs du père, des frères de Charles et des amis proches de celui-ci. Les esprits suppliciés lui crient la raison de leurs tourments; le brigandage, l’homicide, les combats livrés par pure cupidité ou conseils malveillants. Ce lieu habité de dragons, serpents et scorpions épouvante encore plus Charles, tout comme la phrase que lui lancent ces êtres torturés : « Les puissants sont puissamment punis ». Il est alors attaqué par un dragon, c’est encore grâce à l’entité lumineuse qui triple la corde qui le retient, qu’il est sauvé de la bête.
Le troisième lieu que traverse Charles et son guide est une vallée qui d’un côté est obscure, enflammée et brûlante comme un four et de l’autre d’une beauté enchanteresse. Du côté obscur, des rois carolingiens sont torturés par de grands êtres malveillants et noirs. Deux sources traversent la vallée, l’une bouillonnante et l’autre douce, transparente et apaisante. C’est dans l’un de ces bassins d’eau bouillante que Charles rencontre son père qui le prévient que son voyage doit lui servir de leçon, que la même sentence l’attend s’il ne se rachète pas et que des prières, messes et offrandes à saint Pierre et saint Rémi atténuent la torture des âmes. Que grâce à ses libations Lothaire et Louis, ont été libérés des tourments et ont pu rejoindre le paradis.
Dans la vallée illuminée du paradis, Charles rencontre son oncle Lothaire Ier assis sur un trône majestueux de pierre précieuse et accompagné de son fils Louis II le Jeune. Tous deux portent une couronne richement ornée. Son oncle lui mentionne, comme son père, que les prières à saint Pierre et saint Rémi leur ont accordé le salut. Que c’est grâce à ces saints que Dieu a confié l’apostolat suprême sur les Rois francs. Il lui dit que son véritable successeur doit être Louis l’enfant (Louis III L’Aveugle) et que bientôt le pouvoir royal lui sera arraché. C’est à ce moment que Charles en signe d’approbation lui remet la ficelle de lumière.
Sur cette vision céleste de Louis l’Enfant, son âme réintégra son corps terrorisé, mais il était maintenant certain de ce qu’il devait faire et de ce qui était juste.

### Personnages présentés dans la vision
Parmi les êtres rencontrés dans la vision de Charles le Gros, plusieurs lui sont affiliés :
- Louis le Germanique (804-876), son père.
- Lothaire Ier (795-855), son oncle.
- Louis II le Jeune, fils de Lothaire Ier (825-875), son cousin.
- Louis III l'Aveugle (882-928), fils d’Ermengarde et Boson, descendant de Louis II.

### Le véritable auteur de la vision
Les théories sur l’auteur de la vision sont multiples. Toutes excluent que la vision ait pu être écrite par Charles le Gros, car le texte apparaît après les événements et bien après la mort de Charles le Gros.
La première théorie et la plus probable inclut que la Vision de Charles le Gros ait été écrite par un membre de l’entourage de l’archevêque de Reims, Foulques le Vénérable. Cette allégation se confirme par la mention dans la vision de l’intervention de saint Pierre et saint Rémi, qui sont fortement associés à la ville de Reims. Un autre facteur le démontrant est la partisanerie affichée de Foulques le Vénérable, ses prédécesseurs et successeurs envers la lignée carolingienne.
La deuxième théorie affirme que ce serait Hariulf de Saint-Riquier, un moine bénédictin Irlandais qui fut abbé d’Oldenbourg, qui aurait écrit la vision au début du XIe siècle. C’est d’ailleurs dans cet ouvrage, le Chronicon Centulense (Chronique de l’abbaye de Saint-Riquier) que nous découvrons pour la première fois le texte de la Visio Karoli Grossi. Cette affirmation est très plausible, car les bénédictins ont grandement bénéficié des générosités des Carolingiens. De plus, le but du Chronicon Centulense était de faire état de l’histoire de l’abbaye, de ses bienfaiteurs et de ses personnages importants, dont les membres de la lignée carolingienne.

### Versions et ouvrages contenant la vision
Malgré son apparition dans plusieurs ouvrages, cette vision ne change pas à travers le temps. Bien qu’elle fût largement répandue et retranscrite du IXe siècle au XVe siècle, spécialement entre les XIe et XIIIe siècles. Ce qui est très surprenant, car il est habituel de retracer dans les visions plusieurs versions avec quelques changements effectués par le scribe en fonction de la trame temporelle de réécriture. C’est, entre autres, cette particularité qui rend intéressante la vision de Charles pour les historiens et analystes littéraires.
Des versions de la vision ont été insérées dans le Gesta regum Anglorum de William de Malmesbury, le Chronicon Centulense de Hariulf d’Oldenbourg et dans les Annales de St Neots, à but de pièce d’information historique. La Vision de Charles le Gros utilisée par William et Hariulf, a été extraite du Universal Chronicon de Helinand de Froidmont écrit en 888 ou dans le Speculum historiale de Vincent de Beauvais. Une version complète de la vision a été incluse dans La naissance du purgatoire de Jacques Le Goff comme évidence que le IXe siècle apporte déjà une perception du royaume des morts et ce qui est situé entre l’enfer et le paradis, d’un purgatoire, où les hommes bien pouvaient vivre et expier après leur mort.

### Style de laVisio Karoli Grossi
La Vision de Charles est assez traditionnelle, suivant la formule d’écriture habituelle des visions, à quelques détails près, c’est-à-dire qu’au lieu de présenter des intérêts et doctrines religieuses, la vision est destinée, avant tout, à exprimer une opinion politique. Le contexte d’enfer et de purgatoire est présent seulement dans le but d’effrayer Charles, afin qu’il accomplisse ce qui est juste, passer le pouvoir à Louis III l’Aveugle.
La première chose que l’on peut remarquer à la suite de la lecture de la vision, c’est l’influence de la mythologie grecque sur le récit. D’abord avec le fil d’or, que l’on peut apparenter au fil d’Ariane, celui-ci assure à Charles le retour à son enveloppe terrestre à la fin de son voyage dans l’au-delà. Ensuite, il y a la mention du « labyrinthe des plaintes infernales », qui associé au fil de lumière pourrait représenter le  labyrinthe du Minotaure et qui est habité l’un comme l’autre de créatures maléfiques.
L’un des ouvrages religieux qui ont grandement influencé la perception de l’enfer, du purgatoire et du paradis dans la vision est l’Apocalypse de Paul. Son influence se remarque d’abord dans les types de punitions infligées aux âmes déchues et les raisons de ses peines, c’est-à-dire d’avoir participé à des combats ou avoir prôné la guerre pour des raisons purement cupides.

### Portée de la vision
Le but de la Visio Karoli Grossi est clairement de légitimer la succession des Carolingiens et l’accession au trône de son petit-neveu Louis III l’Aveugle hautement contesté par les seigneurs francs.  La deuxième ambition de la vision est d’effrayer les membres de la haute société sur le sort qui leur sera réservé après la mort s’ils poursuivent des buts cupides sur terre, tout comme le destin des menteurs, voleurs, brigands et meurtriers. Encore une fois dans le but que les seigneurs francs se rangent du côté de l’opinion de l’Église, donc de Louis III.

## Influence de la vision surLa divine comédiede Dante

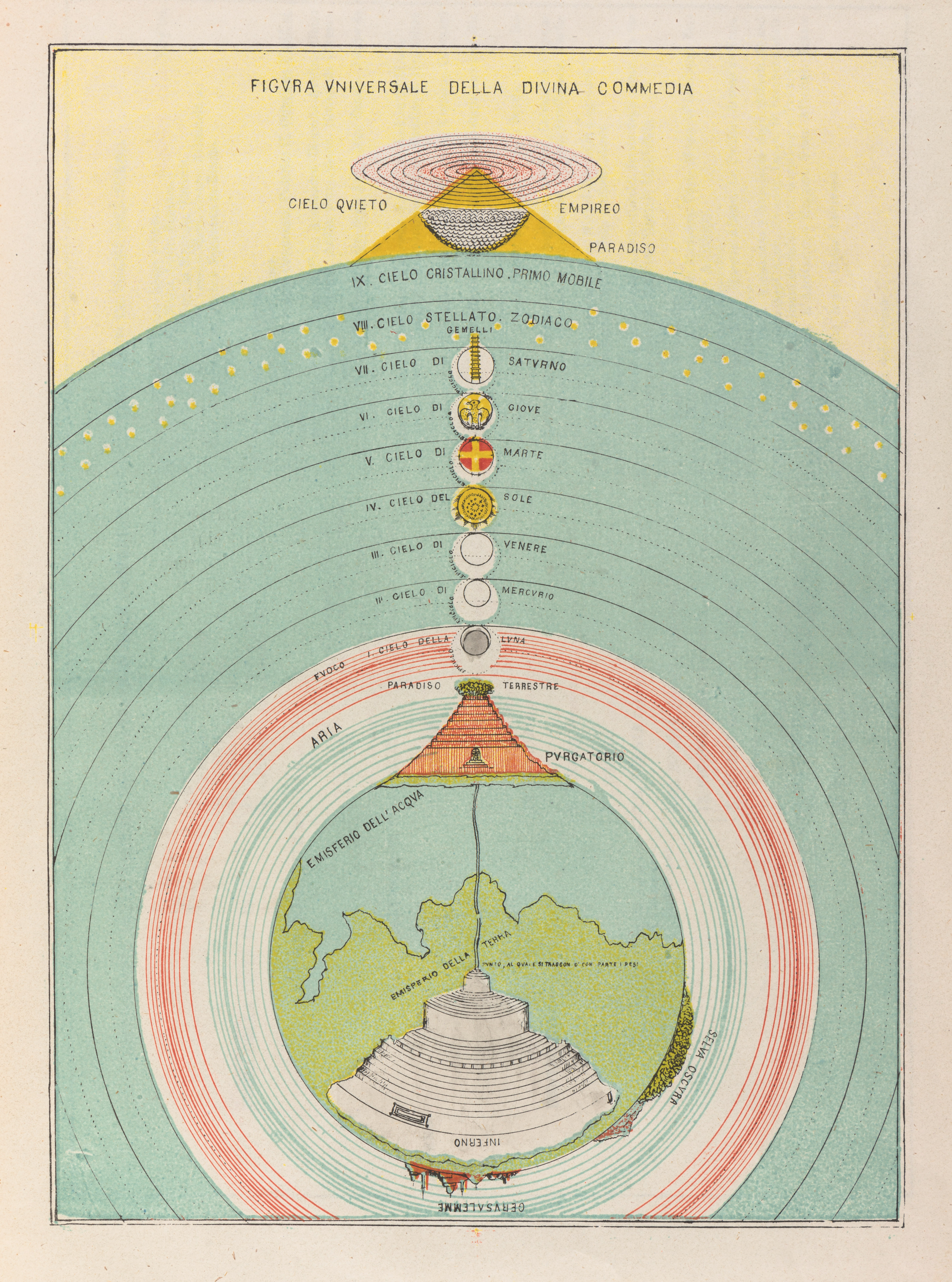
Dante, La divine comédie

La vision a aussi pu être une inspiration pour Dante Alighieri. Dans la Divine Comédie (Inferno, XII, 100–126), dans le premier des sept cercles de l’enfer, Dante, guidé par Virgile et Nessus, visite les pêcheurs, tiranni / che dier nel sangue e ne l'aver di piglio (« tyrans / qui ont perpétré des carnages et du pillage »), qui sont immergés dans différentes profondeurs d'un fleuve de sang bouillant. Ce type de punition n’est pas typiquement attribué aux pécheurs pendant la période où Dante a écrit sa pièce, mais la vision lie cette punition a ceux qui facere praelia et homicidia et rapinas pro cupiditate terrena (« ont été guerroyer, tuer et voler par cupidité »). Theodore Silverstein (en), est le premier à identifier la connexion entre Dante et la Vision de Charles le Gros. C’est donc la popularité de la vision qui aurait poussé Dante à l’utiliser dans sa Divine Comédie. De plus, tout comme la Vision de Charles le Gros, La Divine Comédie comporte une visée politique déguisée et des références à la mythologie grecque du fil d’Ariane et des grands penseurs grecs.